# Jalə Əliyeva
Jalə Əliyeva (ur. 1 lutego 2001) – azerska zapaśniczka walcząca w stylu wolnym. Zajęła piąte miejsce na mistrzostwach świata w 2022 roku. 
Wicemistrzyni Europy w 2023; trzecia w 2025. Złota medalistka igrzysk solidarności islamskiej w 2021, a także mistrzostw świata wojskowych w 2023. Piąta w Pucharze Świata w 2022. 
Pierwsza na MŚ U-23 w 2024 i druga w 2023. Mistrzyni Europy U-23 w 2022 i 2024, trzecia w 2023. Trzecia na MŚ juniorów w 2021. Wicemistrzyni Europy kadetów w 2016 roku.